# Тривоги перших птахів
«Тривоги перших птахів» — радянський художній фільм 1985 року, знятий режисером Діамарою Нижниківською на кіностудії «Білорусьфільм».

## Сюжет
1944 рік. Сержант Василь Калина після госпіталю повертається до рідного села Пасторонь. Але не знаходить села: відступаючи, німці спалювали всі будинки та мінували поля. Відновленням господарства керує колишній командир партизанського загону Григорій Горовий. Він призначає Василя головою колгоспу. Незабаром Калина дізнається, що Клавдія, яку він любив до війни, вважаючи його загиблим, одружилася з Горовим. Ситуація, що склалася, стає нелегким випробуванням для всіх трьох.

## У ролях
- Борис Борисов — Григорій Горовий
- Євген Меньшов — Василь Калина
- Марина Карманова — Клавдія
- Світлана Тормахова — Домна
- Іван Сидоров — Сабочка
- Федір Валиков — Іваньонок
- Софія Горшкова — Даша
- Антоніна Бендова — Тетяна
- Людмила Писарєва — Макариха
- Наталія Дмитрієва — Уляна Петрачиха
- Петро Солдатов — Макар
- Микола Волков — старий
- Євгенія Лижина — стара
- Катерина Донець — Фруза Мельникова
- Юля Феофілова — дівчинка
- Олександр Суснін — старшина, що відновлює залізницю
- Валентина Петрачкова — колгоспниця
- Андрій Альошин — епізод
- Микола Табашников-Зорін — епізод
- Анатолій Чарноцький — епізод
- Л. Бєльська — епізод
- Бірута Докальська — епізод
- Інна Усович — епізод
- Л. Герасимчук — епізод
- Володимир Грицевський — епізод
- Борис Борисьонок — епізод
- О. Воронецька — епізод
- Хома Воронецький — епізод
- С. Кізіна — епізод
- А. Федотов — епізод
- Віталій Котовицький — епізод
- Юлія Космачова — епізод

## Знімальна група
- Режисер — Діамара Нижниківська
- Сценарист — Алесь Осипенко
- Оператор — Олег Авдєєв
- Композитор — Володимир Кондрусевич
- Художник — Володимир Шнаревич